# Madracis formosa
Madracis formosa là một loài san hô trong họ Astrocoeniidae. Loài này được Wells mô tả khoa học năm 1973.